# Austrorossia antillensis
Austrorossia antillensis är en bläckfiskart som först beskrevs av Voss 1955.  Austrorossia antillensis ingår i släktet Austrorossia och familjen Sepiolidae. IUCN kategoriserar arten globalt som livskraftig. Inga underarter finns listade i Catalogue of Life.